# PLM
För andra betydelser, se PLM (olika betydelser).
AB Plåtmanufaktur, senare PLM AB, var en svensk tillverkare av förpackningar som existerade 1918-1999. Inledningsvis tillverkades plåtförpackningar, från slutet av 1950-talet plastförpackningar, och från 1960 glasförpackningar. Delar av företagets tillverkning finns kvar i Rexams regi.

## Historik
Företaget bildades 18 december 1918 genom sammanslagning av tre mindre företag som tillverkade plåtförpackningar, så kallade bleckvarufabriker:
- AB Bleckvarufabriken i Malmö, grundad 1890
- AB Hugo Brusewitz Bleckvarufabrik, grundad 1903
- AB Kungsörs Bleckkärlsfabrik, grundad 1871

Sammanslagningen hade två orsaker. Dels rådde stor konkurrens, och dels hade fabrikerna svårigheter att köpa in råvaror under första världskriget, och samarbete inom en koncern skulle underlätta på båda dessa områden. Verkställande direktör blev Arvid Hamrin från Kungsörs Bleckkärlsfabrik. Hamrin avled dock 2 april 1919, och ersattes på VD-posten av Oscar F. Laurin (född 1865), chef för AB Bleckvarufabriken.
Ytterligare ett antal företag gick upp i PLM under perioden 1920-1933: Roselunds Fabriker AB i Göteborg (1920), AB Flodins Bleckvarufabrik i Lysekil (1921), AB Göteborgs Bleckvarufabrik (1930), och Carl Lunds Fabriks AB (1933). PLM börsnoterades 1936.
1953 lades Göteborgsfabriken ned, och tillverkningen flyttades till Malmöfabriken, som byggs ut. Laboratoriet flyttas också från Göteborg till Malmö. 1957 påbörjas tillverkning av plastförpackningar i mindre skala vid Malmöfabriken. Huvudkontoret flyttades från Stockholm till Malmö. 1963 fabriken i Örebro lades ner, och tillverkningen överfördes till fabrikerna i Malmö och Nybro.
1960 köptes tre tillverkare av glasförpackningar: AB Surte Glasbruk, Hammars Glasbruk AB, samt Årnäs Bruk. Dessutom köptes plasttillverkaren Svenska AB Polva. Limmareds glasbruk var ett eget företag fram till mitten av 60-talet då PLM tog över. Glasbruket tillverkar bland annat Absolutflaskan, medicinglas och barnmatsburkar. Plasttillverkningen i Malmö flyttades till Lidköping 1972. PLM lade ner glasbruket i Surte på grund av överkapacitet 1978.
1976 skedde omregistrering av företagsnamnet som PLM AB istället för det tidigare Plåtmanufaktur. 1987 köptes PLM ut från börsen av huvudägaren AB Industrivärden. Även innan dess var PLM ett företag inom Handelsbankssfären. 1999 köptes PLM av det brittiska företaget Rexam.

## Verkställande direktörer
- 1918–1919: Arvid Hamrin
- 1919–1943: Oscar F. Laurin
- 1943–1970: Knut Laurin
- 1970–1989: Ulf Laurin
- 1989–1996: Rolf Börjesson
- 1996–1999: Fredrik Arp
- 1999: Lars Emilson